# 渡邉登
渡邉 登（わたなべ のぼる、1954年4月16日 - ）は、日本の実業家。中古自動車買取・販売事業を手掛けるジャック・ホールディングス（現レダックス）の創業者。

## 経歴
1954年、福島県出身。1977年に千葉商科大学を卒業すると、1978年9月に中古車販売店を創業し経営開始。1979年2月に株式会社オートガーデンを設立。1987年12月に株式会社エイジーエイを設立、1988年にエイジーエイをオートガーデンアソシエーション株式会社へ商号変更。1993年7月に同社会長に就任後、12月に株式会社ジャックへ商号変更。1997年12月より同社社長に再度就任。1999年11月にジャックを東京証券取引所第二部に上場させた。2000年5月に会長に就任、9月にジャックをジャック・ホールディングス株式会社に商号変更。2001年4月13日付でジャック・ホールディングス会長を退任。

## 不祥事
2001年6月8日、会社資金約50億円を着服していた疑いにより、ジャック・ホールディングス前社長だった大木孝浩ら2名とともに業務上横領の疑いで逮捕される。ジャック・ホールディングスは1999年秋に市場から約270億円を調達していたが、子会社である資産管理会社に貸し付けた200億円のうち約94億円が回収不能となっていた。渡邉は大木らと共謀し、2000年4月から3か月ほど、数回に渡ってジャック・ホールディングスの口座から合計約50億円を着服・横領した疑いが持たれた。その後6月28日、約47億円を横領したとして東京地検特捜部により業務上横領罪で起訴。7月10日にはさらに約41億円の着服が判明し、業務上横領の疑い、また横領を隠すために取締役会議事録を偽造していたとして有印私文書偽造・行使の疑いで再逮捕される。
2005年1月19日、東京地方裁判所で行われた公判で懲役6年を言い渡される。同判決を控訴し、2006年3月3日に東京高等裁判所で行われた第二審では渡邉が起訴額を超える額を返済したことなどを考慮し、一審の判決が破棄され、懲役4年が言い渡された。
渡邉は当初の逮捕容疑であった約47億円を含む約200億円を帳簿外から引き出していたが、支配企業が約25億円以上もの金額を取得していたことが分かっている。このうち、兄である渡邉茂が代表を務めていた中古車販売会社・有限会社池ばたは1996年頃から日本中央競馬会に馬主登録をしており、2000年の同社の競走馬購入・育成資金は約5億円に上っていたという。また渡邉が実質オーナーを務めていたゴルフ場運営会社2社は2000年末までに、二信組事件で背任罪に問われていた高橋治則が手掛けたゴルフ場2場を相次いで購入、その購入資金は約20億円であったといい、いずれもジャック・ホールディングスからの流用資金が使われたとみられている。